# Aleurolobus
Aleurolobus es un género de chinches de la familia Aleyrodidae, subfamilia Aleyrodinae. El nombre científico de este género es el primero válidamente publicado por Quaintance & Baker en 1914. La especie tipo es Aleurolobus marlatti.

## Especies
Aleurolobus contiene las siguientes especies:
- Aleurolobus acanthi Takahashi, 1936
- Aleurolobus antennata Regu & David, 1993
- Aleurolobus azadirachtae Regu & David, 1993
- Aleurolobus azimae Jesudasan & David, 1991
- Aleurolobus barleriae Jesudasan & David, 1991
- Aleurolobus barodensis (Maskell, 1896)
- Aleurolobus bidentatus Singh, 1940
- Aleurolobus burliarensis Jesudasan & David, 1991
- Aleurolobus cassiae Jesudasan & David, 1991
- Aleurolobus cephalidistinctus Regu & David, 1993
- Aleurolobus cissampelosae Regu & David, 1993
- Aleurolobus cohici Regu & David, 1993
- Aleurolobus confusus David & Subramaniam, 1976
- Aleurolobus dalbergiae Dubey & Sundararaj, 2006
- Aleurolobus delamarei Cohic, 1969
- Aleurolobus delhiensis Regu & David, 1993
- Aleurolobus diacritica Regu & David, 1993
- Aleurolobus diastematus Bink-Moenen, 1983
- Aleurolobus distinctus Regu & David, 1993
- Aleurolobus exceptionalis Regu & David, 1993
- Aleurolobus flavus Quaintance & Baker, 1917
- Aleurolobus fouabii Cohic, 1969
- Aleurolobus graminicola Bink-Moenen, 1983
- Aleurolobus greeni Corbett, 1926
- Aleurolobus gruveli Cohic, 1968
- Aleurolobus hargreavesi Dozier, 1934
- Aleurolobus hederae Takahashi, 1935
- Aleurolobus hosurensis Regu & David, 1993
- Aleurolobus indigoferae Regu & David, 1993
- Aleurolobus iteae Takahashi, 1957
- Aleurolobus japonicus Takahashi, 1954
- Aleurolobus jullieni Cohic, 1968
- Aleurolobus karunkuliensis Jesudasan & David, 1991
- Aleurolobus lagerstroemiae Regu & David, 1993
- Aleurolobus longisetosus Dubey & Sundararaj, 2006
- Aleurolobus luci Cohic, 1969
- Aleurolobus macarangae Regu & David, 1993
- Aleurolobus madrasensis Regu & David, 1993
- Aleurolobus marlatti (Quaintance, 1903)
- Aleurolobus mauritanicus Cohic, 1969
- Aleurolobus moundi David & Subramaniam, 1976
- Aleurolobus musae Corbett, 1935
- Aleurolobus nagercoilensis Regu & David, 1993
- Aleurolobus olivinus (Silvestri, 1911)
- Aleurolobus onitshae Mound, 1965
- Aleurolobus oplismeni Takahashi, 1931
- Aleurolobus orientalis David & Jesudasan, 1988
- Aleurolobus osmanthi Young, 1944
- Aleurolobus ovalis Regu & David, 1993
- Aleurolobus padappaiensis Regu & David, 1993
- Aleurolobus panvelensis Regu & David, 1993
- Aleurolobus patchlily Regu & David, 1993
- Aleurolobus pauliani Cohic, 1969
- Aleurolobus philippinensis Quaintance & Baker, 1917
- Aleurolobus piliostigmatos Bink-Moenen, 1983
- Aleurolobus psidii Jesudasan & David, 1991
- Aleurolobus rhachisphora Regu & David, 1993
- Aleurolobus rhododendri Takahashi, 1934
- Aleurolobus riveae Regu & David, 1993
- Aleurolobus russellae Regu & David, 1993
- Aleurolobus sairandhryensis Meganathan & David, 1994
- Aleurolobus saklespurensis Regu & David, 1993
- Aleurolobus saputarensis Regu & David, 1993
- Aleurolobus scolopiae Takahashi, 1933
- Aleurolobus selangorensis Corbett, 1935
- Aleurolobus setigerus Quaintance & Baker, 1917
- Aleurolobus shiiae Takahashi, 1957
- Aleurolobus singhi Regu & David, 1993
- Aleurolobus solitarius Quaintance & Baker, 1917
- Aleurolobus spinosus Jesudasan & David, 1991
- Aleurolobus sterculiae Jesudasan & David, 1991
- Aleurolobus styraci Takahashi, 1954
- Aleurolobus subrotundus Silvestri, 1927
- Aleurolobus sundararaji Regu & David, 1993
- Aleurolobus szechwanensis Young, 1942
- Aleurolobus taonabae (Kuwana, 1911)
- Aleurolobus tassellatus Regu & David, 1993
- Aleurolobus tchadiensis Bink-Moenen, 1983
- Aleurolobus teucrii Mifsud & Palmeri, 1996
- Aleurolobus tuberculatus Regu & David, 1993
- Aleurolobus valparaiensis Jesudasan & David, 1991
- Aleurolobus vitis Danzig, 1966
- Aleurolobus walayarensis Jesudasan & David, 1991
- Aleurolobus wunni (Ryberg, 1938)